# Szádhu

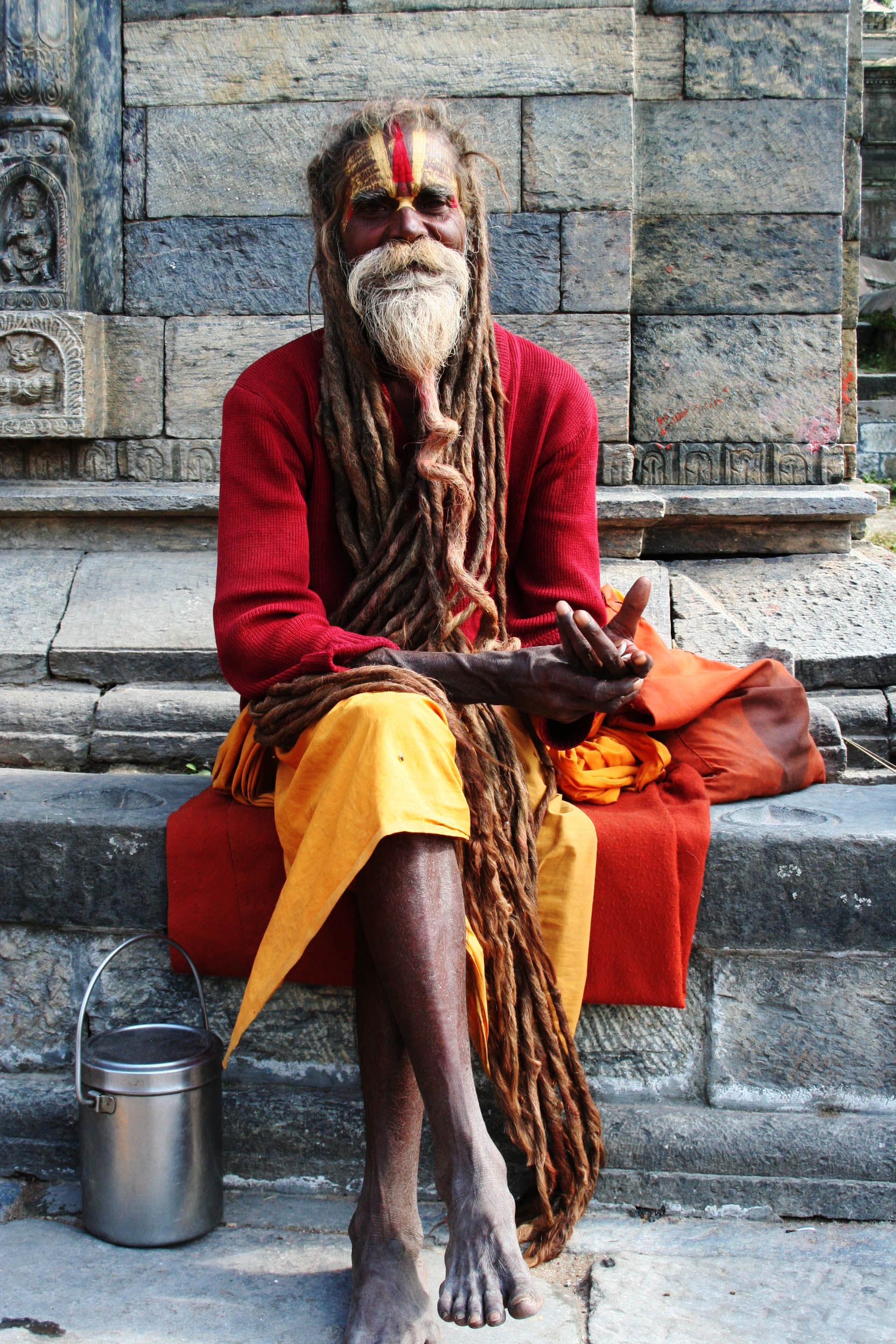
Visnu-követő szádhu Nepálban

A szádhu vagy szádu (szanszkritül साधु , jelentése jó ember, szent ember) a hinduizmusban és a dzsainizmusban a világi élettől visszavonult vallásos aszkéta vagy szent ember, akinek legfőbb célja a megszabadulás (móksa), a Brahmanon való elmélkedés, a szellemi megvilágosodás elérése. A
Bhagavad-gítá 18. fejezete szerint szádhu az, aki nem ragaszkodik az anyagi világhoz, megvalósította valódi, lelki önazonosságát, felülkerekedett érzéki vágyainak rabságán, a kötődéseken és a gyűlöleten, s a világot az Abszolúttal teljes harmóniában látja. Egyfajta minőség, amit az embernek belül kell hordoznia. 
Néha szannjászí, jógi vagy vairágin néven is nevezik őket. A szádhuk túlnyomó többsége jógi, de nem minden jógi szádhu. Számukat mintegy 4-5 millió főre becsülik Indiában. Általában Baba (bábá) néven ismertek (jelentése: apa, nagyapa, nagybácsi). 
A szádhu felhagy világi törekvéseivel és lelki célokat tűz ki maga elé. Lemond erről a világról, a következő világ reményében. 
A kifejezés eredetileg azokat illette, akik odaadóan végezték a szádhanát (spirituális gyakorlat). Ebből a szóból ered a szádhu.
A korai szádhuk külső megjelenése is hasonlított a ma ismert szádhuk megjelenéséhez: gyakran meztelenek voltak, testüket a hőingadozás ellen sárral vagy hamuval kenték be, jeleket festettek az arcukra és a településektől távoli vidékeken éltek. A mai szádhuk megtalálhatók a városokban, a falvakban, az erdőkben, a folyópartokon és a Himalájában, Indiában és Nepálban éppúgy. Ruhájuk legtöbbször sáfránysárga vagy okkervörös, de egyesek anyaszült meztelenek (naga száddhuk). Testüket hamuval kenik be, homlokukat pedig szántálkenőccsel jelölik meg. Hajuk általában hosszú, rasztafrizura, időnként borotvált fejűek. Minden tulajdonukat magukkal hordják. Leginkább csak  egy tálat, egy botot és egy takarót birtokolnak. Életmódjuk az anyagi dolgokról való lemondás (aparigraha), a szexuális önmegtartóztatás (brahmacsarja), a gyakori böjt. További fő gyakorlataik a mantrák recitálása, a mágikus rítusok, a lélegzet-szabályozás, a csend fogadalma (mauna) és a meditáció. Sokan közülük állandóan vándorolnak, nem telepednek le egy helyen hosszabb időre. Némelyek egymagukban utaznak, mások kisebb csoportokban. Akad közöttük, aki hallgatási fogadalmat tett, mások prédikálnak vagy vallási himnuszokat énekelnek.
A mai aszkéta szádhu irányzatok, egy vallási, spirituális vezetőtől (guru) eredő tanítványi láncolat alapján leginkább Siva (saivizmus) vagy Visnu (vaisnavizmus) követőire csoportosíthatók. A Visnu-követők általában a homlokukra festett három függőleges vonalról ismerhetők fel (rendszerint fehér és piros tilak-jelek). A Siva-imádók tilakja leginkább három vízszintes vonalból áll. Ők hajlamosabbak a szélsőséges aszketizmusra. A világtól való elfordulásukat gyakran a legkülönfélébb önsanyargató praktikákkal, gyakorlatokkal bizonyítják. Időnként kezükben háromágú szigonyt tartanak. Kisebb számban vannak sakta szádhuk, akik életüket az Anyaistennőnek szentelik.

## Galéria

Szádhuk
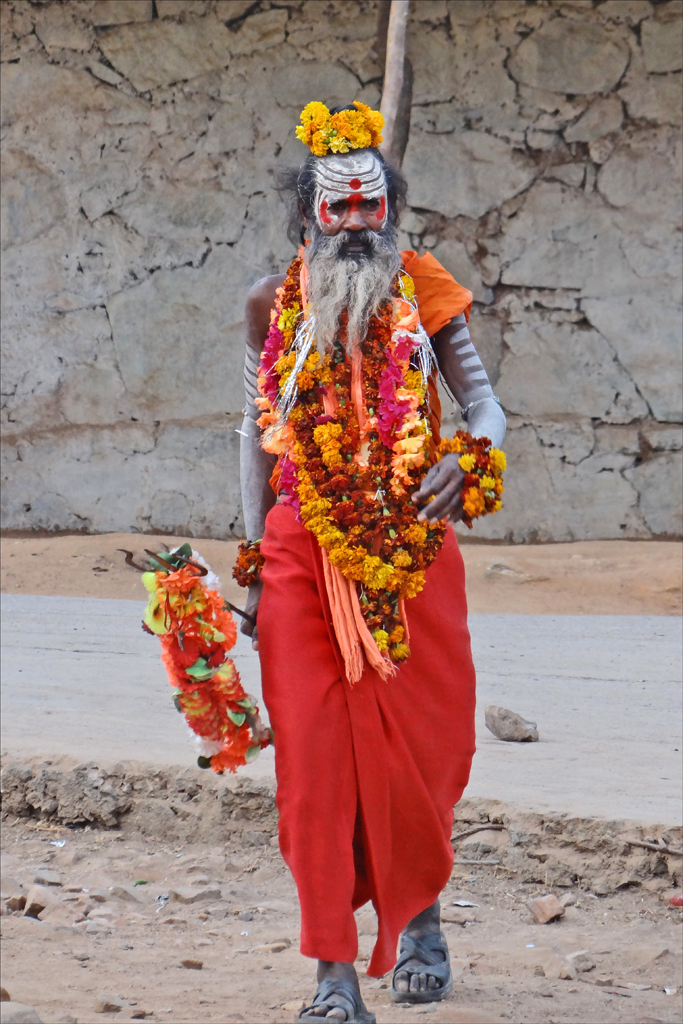
Sadhu in Orchha, Madhya Pradesh
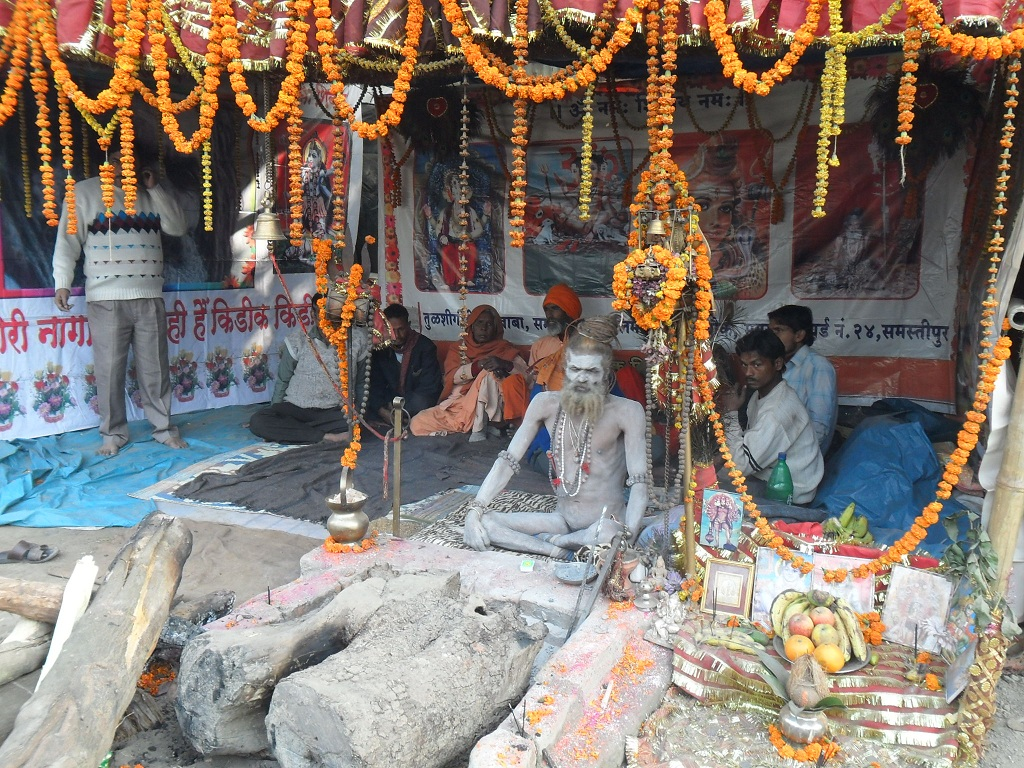
Szádhu Kalkuttában
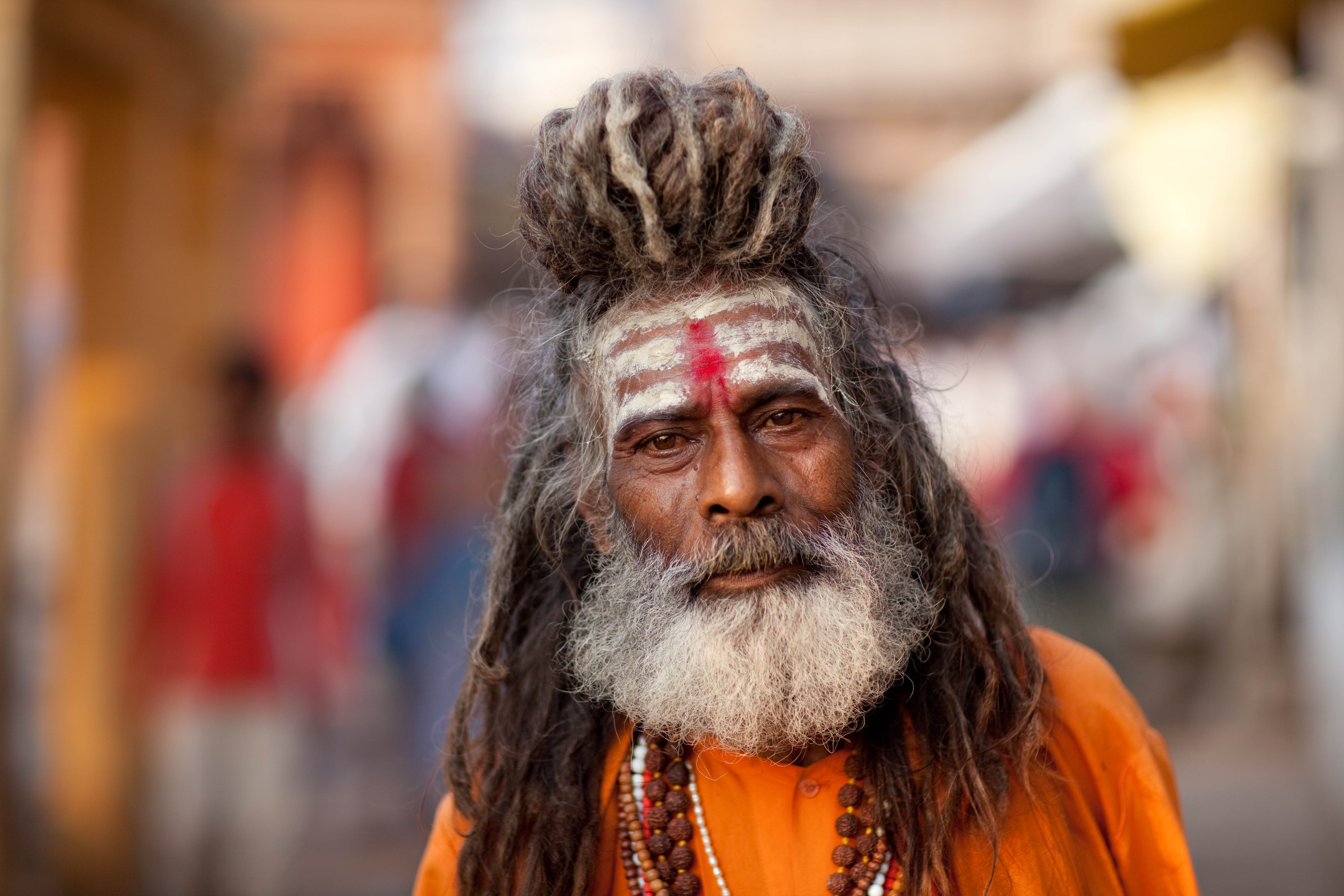
Sadhu from Vârânasî
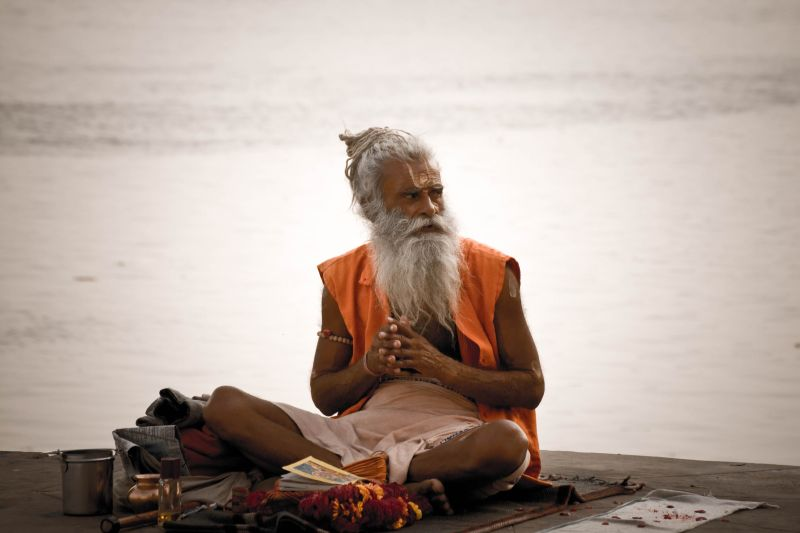
Sadhu by the Ghats on the Ganges
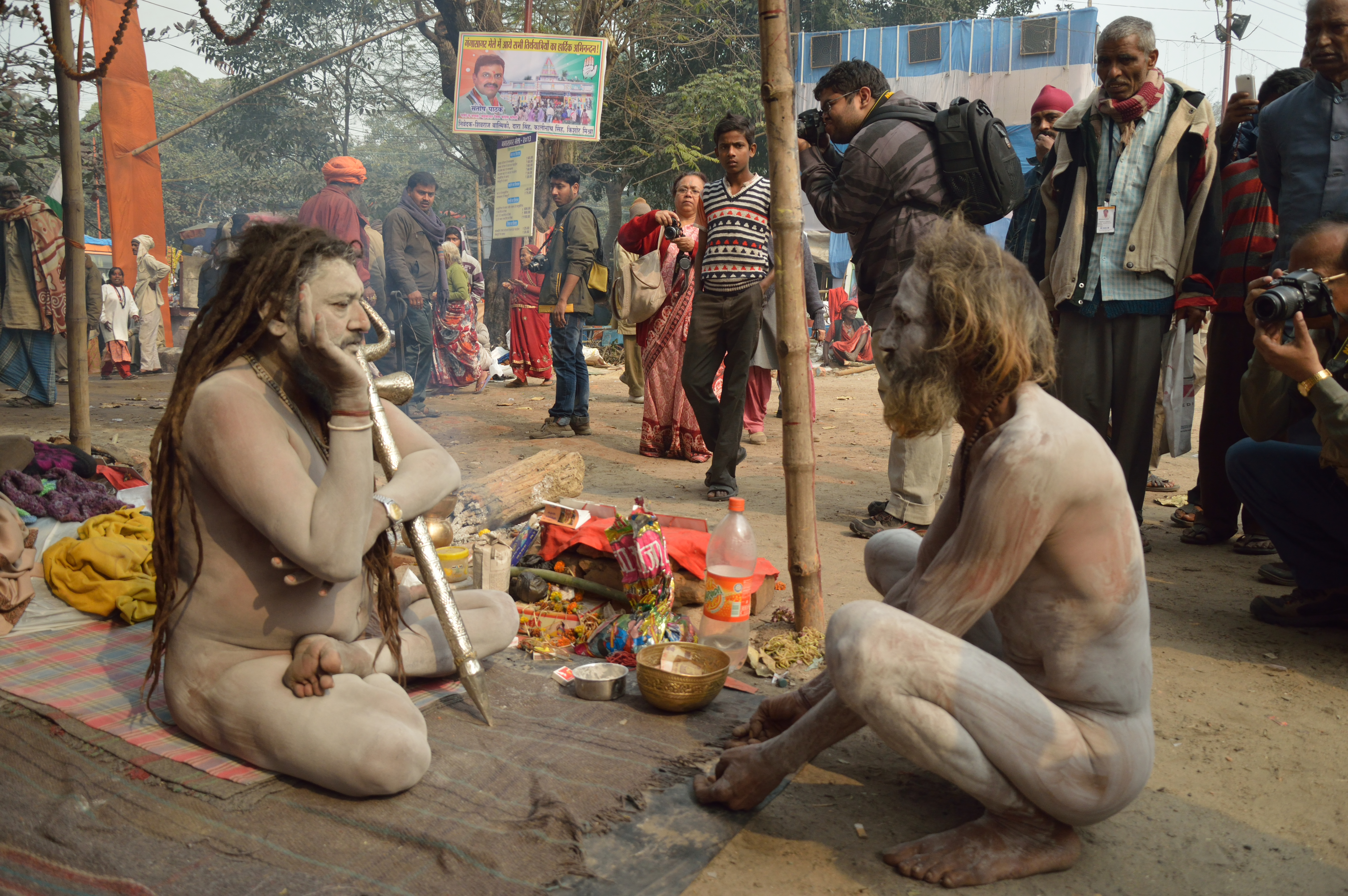
Naga száddhuk Kalkuttában

## Fordítás
- Ez a szócikk részben vagy egészben  a   Sadhu című angol Wikipédia-szócikk fordításán alapul.  Az eredeti cikk szerkesztőit annak laptörténete sorolja fel. Ez a jelzés csupán a megfogalmazás eredetét és a szerzői jogokat jelzi, nem szolgál a cikkben szereplő információk forrásmegjelöléseként.